# 1971 في النمسا
فيما يلي قوائم الأحداث التي وقعت خلال عام 1971 في النمسا.

## سياسة

### تعيين في المنصب
- 4 نوفمبر – هاينز فيشر عضو المجلس الوطني للنمسا.

## مواليد

### يناير
- 10 يناير – سايمون شفارتز ممثل نمساوي.

### فبراير
- 20 فبراير – مانفريد شميد لاعب كرة قدم نمساوي.

### مارس
- 26 مارس – فرانسيس لورانس

### أبريل
- 4 أبريل – دياتمار كوباور لاعب كرة قدم نمساوي.

### مايو
- 10 مايو – دوريس نيونر متزلجة على الجليد نمساوية.
- 25 مايو – جورج توتشنيج درّاج طريق نمساوي.

### سبتمبر
- 17 سبتمبر – رومان ماليش لاعب كرة قدم نمساوي.

## وفيات

### يناير
- 18 يناير – لوثر رندوليك (مواليد 1887)

### فبراير
- 1 فبراير – راؤول هوسمان (مواليد 1886)

### ديسمبر
- 28 ديسمبر – ماكس شتاينر (مواليد 1888) ملحن أمريكي.